# 塔爾西斯

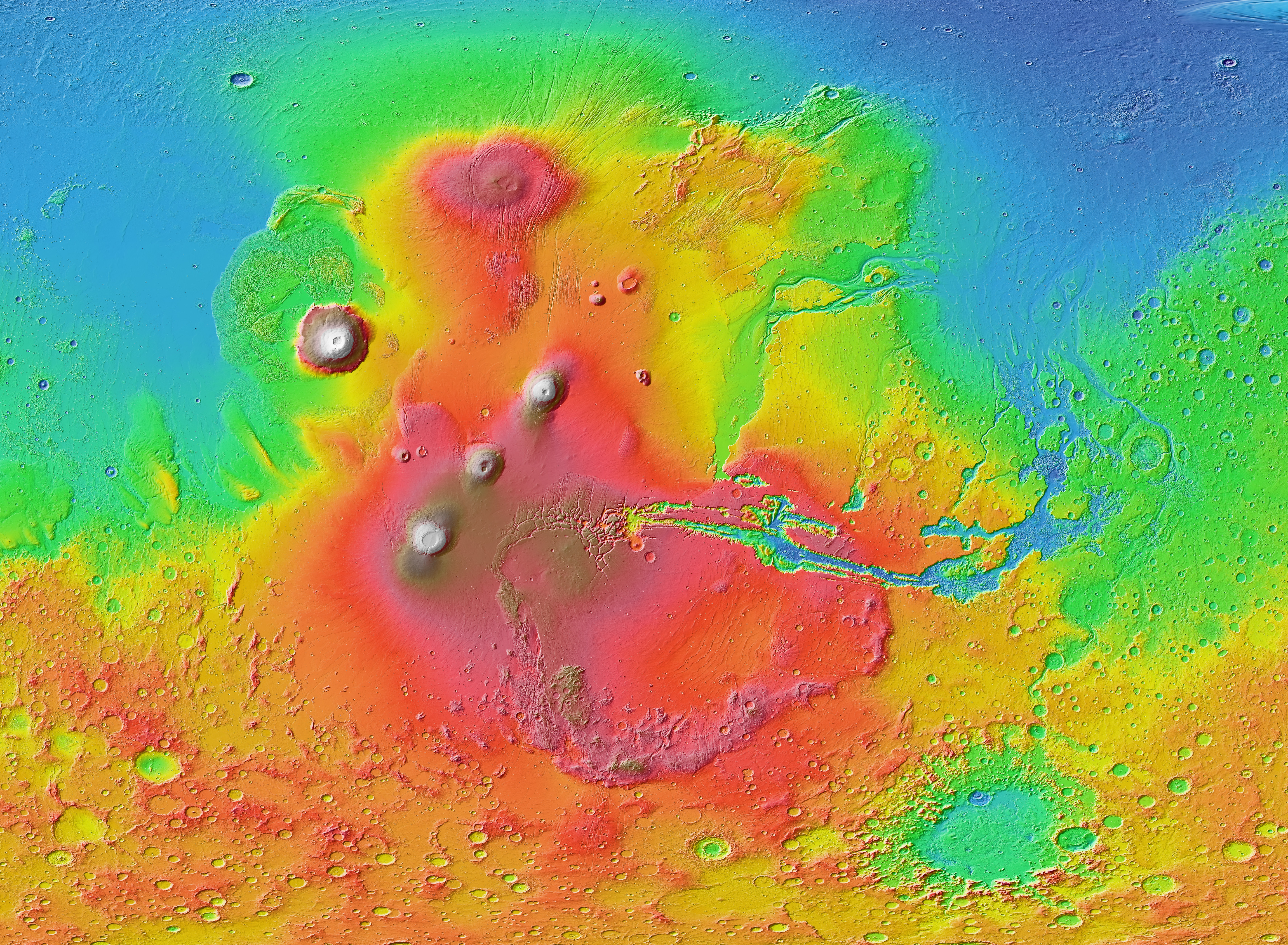
火星轨道器激光测高仪绘制的彩色地形图，塔尔西斯区（红色和棕色阴影区）占据了火星的西半球，白色是高耸的火山，中央偏左处排成一列的是被称为塔尔西斯山群的三座火山，奥林帕斯山坐落在西北，北面是卵状的亚拔山，水手峡谷系统则从塔尔西斯向东蔓延，在它周围分布着大量曾携带着洪水向北延伸的溢流河床。

塔尔西斯（Tharsis）是火星西半球赤道附近一处辽阔的火山高原，该地区为太阳系中最大火山所在地，包括统称为“塔尔西斯山群”的三座大型盾状火山：阿尔西亚山、帕弗尼斯山和艾斯克雷尔斯山。火星上最高的火山奥林帕斯山，通常也与塔尔西斯地区有关，实际上它位于该高原的西部边陲。塔尔西斯之名是《圣经》中“他施”（Tarshish）一词的希腊－拉丁化转写，意指世界极西之地。

## 位置和大小

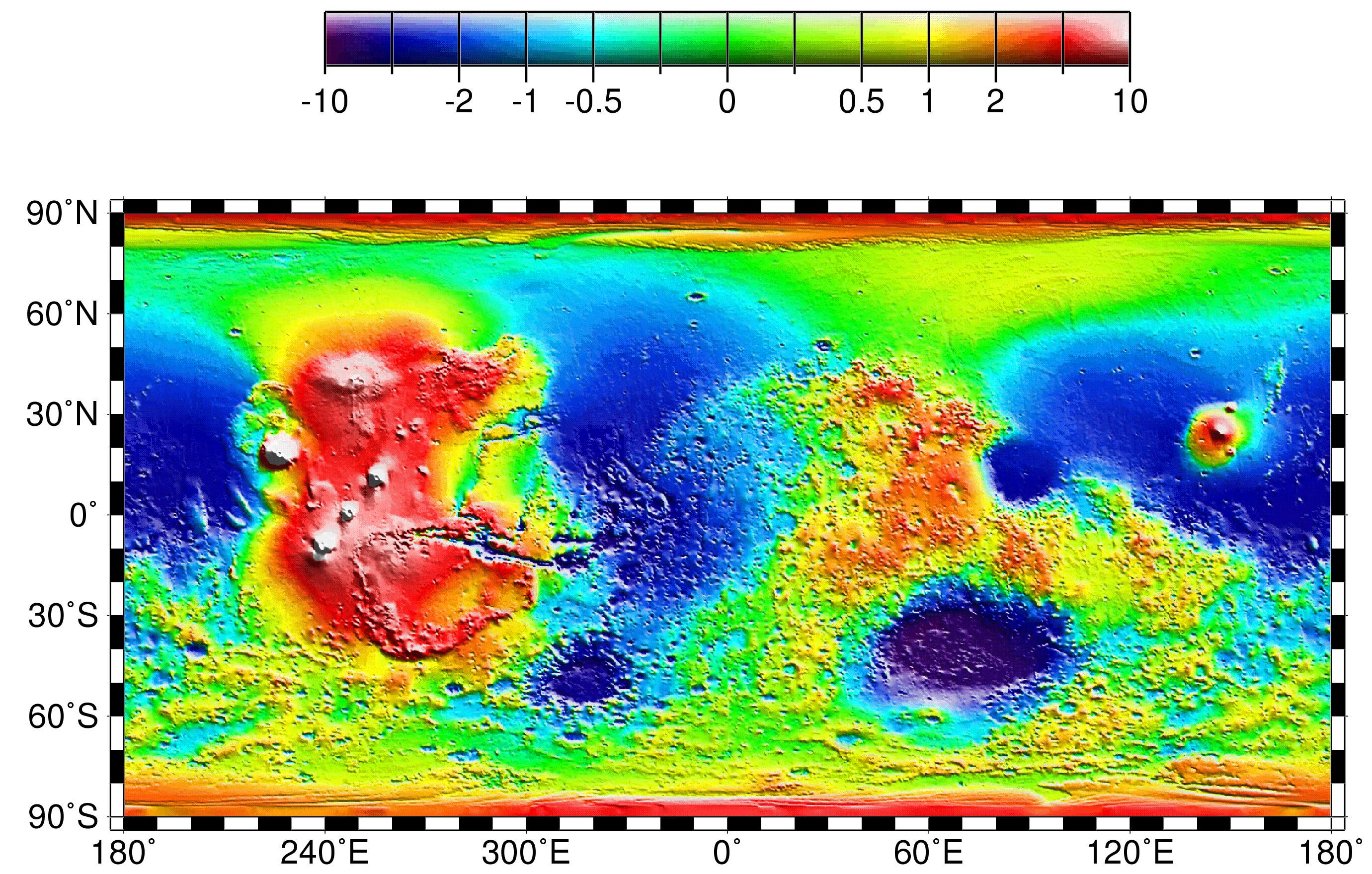
基于火星轨道器激光测高仪数据绘制的火星全球地形图。位于左侧的大面积区域(红色和白色阴影区)是“塔尔西斯隆起”，它左（西）和右（东）的蓝色区分别为亚马逊和克律塞平原。为突出塔尔西斯与火星其他地区的高度对比，图中隐去了平均海拔(球带调和度为1)更高的南半球。

根据历史和科学背景，塔尔西斯有许多含义，该名字通常广义上代表赤道以南，以东经265°为中心大陆般大小的异常隆起区域，称为塔尔斯隆起或塔尔西斯抬升，这一广袤的隆起区占据着火星的西半球，是火星上除全球分界区外最大的地形特征。
塔尔西斯尚无正式定义的边界，因此很难给出该区域的精确尺寸。一般来说，该隆起区纵横5000公里，高达7公里（不包括海拔更高的火山），大致从西部的亚马逊平原（东经215°）延伸到东部的克律塞平原（东经300°），它的南北向略长，从亚拔山北坡（约北纬55°）伸展至陶马西斯高地的南侧坡底（约南纬43°）。依据不同的区域定义，塔尔西斯涵盖了1000万至3000万平方公里，或者说为火星表面积的25%。

## 内部各分区
更大范围的塔尔西斯区由几处不同地质的子区域组成，它们各有不同的地质龄和火山构造史，在此给出的细分为非正式的，可能包含了全部或部分其他已正式命名的地貌特征和区域。
塔尔西斯可划分为两大隆起区：北部区和更大的南部区。北部隆起区部分坐落在火星分界区以北陨坑稀疏的低地平原上，该区域主要有亚拔山及其遍布的火山熔岩流。亚拨山是一座火星独有的巨大、低矮的火山构造，由于它面积巨大、地形独特，几乎可被视为一处完整的火山区；北部区最古老的部分是一处宽阔的山脊地形，与高度断裂的刻拉尼俄斯槽沟群地形相对应，山脊呈南北走向，部分位于亚拨山所坐落的诺亚纪期基底上。同样位于北部区的还有刻拉尼俄斯堑沟群熔岩流，它们比遍布塔尔西斯中央至南部大部分地区的亚马逊纪熔岩流还要古老。
更大的塔尔西斯南部区位于古老的崎岖高地上，其西侧大致以高耸的熔岩平原“代达利亚高原”为界；西南平缓降至门农和塞壬台地区；往东，塔尔西斯南部隆起与陶马西亚高原（Thaumasia Plateau）连成一体，形成宽约3000公里的火山平原。陶马西亚高原西侧以一道高海拨的断裂带-克拉里塔斯槽沟群和山脉（陶马西亚高地）为界，这道界线呈大弧线状，先向南再往东而后拐向东北，其形状被比作“蝎子尾巴”。塔尔西斯南部区北面与诺克提斯迷宫和水手谷西部的四分之三相接壤；它的东面边界则是一道南北走向的山脊，称为“科普拉塔斯岭”（Coprates rise）。这些边界包围着广阔的高原和包括叙利亚、西奈和索利斯平原（见火星平原列表）等在内的低浅内陆盆地。塔尔西斯隆起海拔最高的高原则出现在叙利亚平原北部、诺克提斯迷宫西部和阿尔西亚山东部的平原。
介于塔尔斯隆起南北部之间，有一道相对狭窄的东北走向区域，可认为是塔尔西斯中部，它由三座巨大的塔尔西斯火山群（阿尔西亚山、帕弗尼斯山和艾斯克雷尔斯山）和一些较小的火山构造，以及相邻的年轻（亚马逊纪中晚期）熔岩流平原所定义。熔岩平原向东缓缓倾斜，在那里它们相互重叠并围绕着更古老（赫斯珀里亚纪）的厄科深谷和滕比台地西部地形；往西，熔岩平原斜坡朝向西北方宽达200公里的巨大峡谷系统延展，这些西北坡谷进入亚马逊平原的“河口”（debouch），被一组平行的巨型“龙骨状”岬角隔开。西北坡谷可能是大洪水泛滥后的残余物，类似于注入到塔尔西斯东部克律塞平原的巨大溢出河道。塔尔西斯中部区长约3500公里，包括塔尔西斯区所覆盖的大部分区域以及南面毗邻的凤凰湖区西北部分。
最后，巍峨的奥林帕斯山及其相关的熔岩流和沉积物环构成了塔尔西斯区另一独特的子区域。该区域纵横约1600公里，位于塔尔西斯区主要隆起处，但显然与形成塔尔西斯的火山作用有关，奥林匹斯火山是塔尔西斯大型火山中最年轻的一座。

## 地质起源
塔尔西斯通常被称为火山构造区，这意味着它是火山活动和引起大范围地壳变形的构造作用的共同产物。按照标准的观点，塔尔西斯坐落在一个热点上，与夏威夷岛下方的热点相似。热点是由一个或多个炽热的低密度物质柱（超级地幔柱）穿过地幔而形成的。该热点在下地壳层产生大量岩浆，以高流动性玄武岩熔岩形式释放到地表。由于火星缺乏板块构造，熔岩能够在一个地区堆积数十亿年，形成巨大的火山构造。

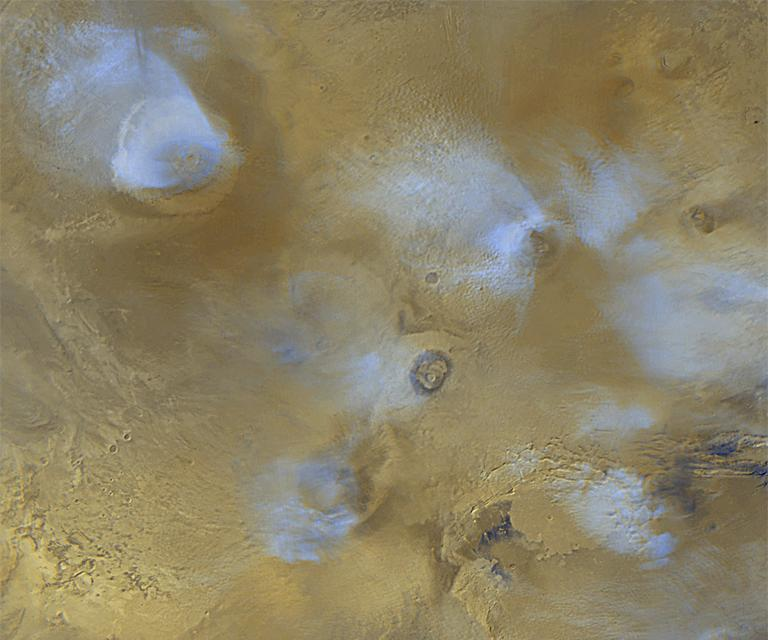
火星全球勘测者号拍摄的彩色拼接图中，地形水冰云盘旋在塔尔西斯中部区火山峰之上。奥林帕斯山占据着左上角，中间是三座塔尔西斯山群：最下方是阿尔西亚山、中间为帕弗尼斯山、艾斯克雷尔斯山位于上方。

在地球上（可能还有火星），某一大型火成岩区中并非所有的岩浆都是以熔岩的形式喷发到地表，其中大部分会滞留在地壳中缓慢冷却凝固，形成大型侵入火成岩（深成岩体）。如岩浆通过垂直裂缝穿移，则又会产生成群的岩脉，这些岩脉在地表可能表现为长长的线狀裂缝（槽沟）和链坑（catenae）。岩浆也可能以巨大的板状体（如岩床和岩盖）水平侵入地壳，从而导致上覆的地壳发生大规模隆起和破裂。因此，塔尔西斯大部分地区可能都是由这些侵入火成岩以及地表上的熔岩流所构成。
有关塔尔西斯本质的一个关键问题是，它是否主要是由下方地幔柱提供的浮力所引起的活动地壳抬升，抑或只是一大块静止的由底层岩石圈支撑的火成岩物质。重力数据的理论分析和塔尔西斯周围的断层模式表明，后者更有可能。塔尔西斯巨大的下沉重量对地壳产生了巨大的压力，使该区域周围形成一圈宽阔的槽沟和一系列放射状的裂缝，这些裂缝从塔尔西斯隆起中心一直延伸到火星表面一半的地区。
塔尔西斯周围古河谷网流向的地质证据表明，该隆起大约在37亿年前的诺亚纪末期就已基本形成。尽管塔尔西斯隆起本身很古老，但在整个火星历史中，该地区的火山喷发一直在持续，可能对火星大气层的形成以及地表岩石的风化起了很重要的作用。
据估计，塔尔西斯隆起约含有3亿公里3的火成岩物质。假设形成塔尔西斯的岩浆中所含二氧化碳和水蒸气比例与在夏威夷玄武质熔岩中观察到的相当，那么，塔尔西斯岩浆释放出的气体总量可以产生出1.5巴的二氧化碳大气层和全球120米深的水层。火星岩浆也可能含有大量的硫和氯，这些元素与水结合会产生酸，分解原生岩石和矿物。火星早期的硫期，可能是由塔尔西斯和火星上其他火山中心喷出的气体造成的，当时硫酸风化产生了大量的水合硫酸盐矿物，如水镁矾和石膏。

## 火星真极漂移
塔尔西斯隆起的总质量约为1021千克，约与矮行星谷神星差不多。塔尔西斯如此巨大而沉重，以至于可能影响到了火星的转动惯量，随着时间的推移可能导致地壳相对于其自转轴的方向发生变化。根据最近的一项研究，塔尔西斯最初形成于北纬50°左右处，在42亿至39亿年前一直向赤道迁移，这种变化被称为真极漂移，会在行星大范围地区引起剧烈的气候变化。《自然》杂志报导的一项最新研究表明了极地漂移的观点，但作者认为塔尔西斯喷发出现的时间稍有不同。

### 火山活动

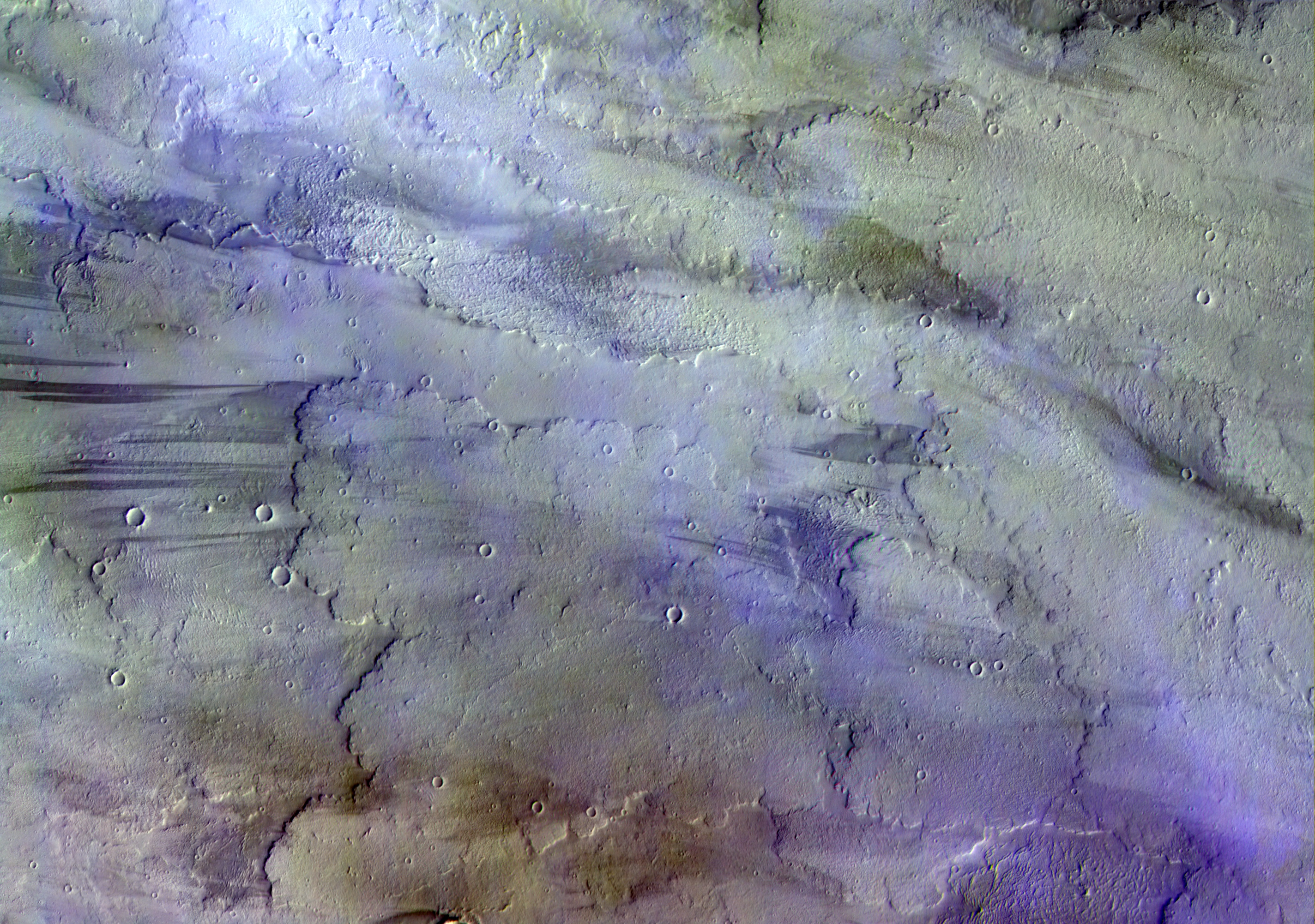
2016年，火星微量气体任务卫星拍摄的塔尔西斯上空的冰水云图像。

过去20年的航天器探测表明，其他星球上的火山可能会以许多意想不到的形式出现，而在同一时期，地质学家发现地球上的火山在结构上比以前想象的更为复杂多变。最近的研究试图进一步完善火山的定义，使其融合进太阳系中所有形状、大小和成分迥异的地质特征，但一个令人惊讶和争议性的结论是，塔尔西斯区可能是一种单一型的巨型火山，这是地质学家安德烈·博吉亚（Andrea Borgia）和约翰·默里（John Murray）发表在2010年美国地质学会专题论文中的观点。
要理解像塔尔西斯这样广阔的火成岩区本身如何成为一座火山的关键，是要重新思考火山的概念，要从简单的锥形体转换到环境或“整体”系统中来看待。根据传统地质学观点，火山是被动地从地壳裂隙或裂谷上方喷发的熔岩和火山灰堆积而成；裂谷是通过地壳和下方地幔的局部构造力运作产生的。传统上，火山学家和火成岩学家只研究火山及岩浆管道，而构造特征则是构造地质学家和地球物理学家的研究课题。然而，最近对大型陆生火山的研究表明，火山作用和构造作用之间的区别相当模糊，两者之间存在着明显的互动作用。
许多火山在形成过程中都会产生结构变形，火山的侧坡通常表现出浅层重力滑塌、断层和伴生褶皱。大型火山不仅通过向侧坡添加喷发物，而且还通过底部的横向扩展而不断增长，特别是当它们位于脆弱或延展性地层上时。随着火山体积和重量的增加，火山下方的应力场由挤压变为伸展，在地壳被扭曲的火山底部，可能会形成地下裂谷，这种火山扩张可能会引发进一步的构造变形，其形式为沿火山远端侧坡的逆断层、遍布整个山体的地堑和正断层，以及大规模滑坡（扇形崩塌）。数理分析表明，火山扩张作用于火山的范围很广，理论上类似于发生在中洋脊（分离板块边缘）更大规模的裂谷作用。因此，在这种观点中，构造板块、火山扩张和裂谷之间的区别是模糊的，它们都是同一地球动力学系统的一部分。
根据博吉亚和默里的说法，西西里岛的埃特纳火山是一绝佳的类似陆相構造，对于他们来说，更大的塔尔西斯隆起也是一座巨型火山，他们称之为塔尔西斯山。埃特纳火山是一座复杂的扩张型火山，具有三个主要结构特征：一道沿东北偏北方向穿过山顶的火山裂谷系统；一圈环火山底部的外围挤压带（逆衝斷層前缘）；以及连接了山顶裂谷和周边冲断层前缘的东至东北走向的变形（斜向）正断层系统。火山的顶峰分布有一系列经常活跃的陡峭顶锥，整座山体也布满了大量的小寄生锥。
埃特纳火山和塔尔西斯隆起结构上惊人地相似，尽管后者约为前者的200倍。在博吉亚和默里看来，塔尔西斯就像一座庞大的扩张型火山。与埃特纳火山一样，扩张产生了一条穿过隆起顶点的裂谷，以及一系列将裂谷与基底挤压带连接在一起的放射状平移斷層系统。塔尔西斯撕裂断层系统以放射状槽沟为代表，其中最大的例子是水手谷，在塔马西亚高地可看到冲断层前缘。不像地球上板块之间的裂谷作用会产生相应的俯冲带，火星厚厚的岩石圈无法下降到地幔中。相反，挤压带会因受力而发生褶皱并横向剪切成山脉，这一过程称为仰衝（obduction）。要完成这一类比，巨大的奥林帕斯山和塔尔西斯山群只不过是一座更大的火山山体的尖顶锥或寄生锥。

### 五大火山

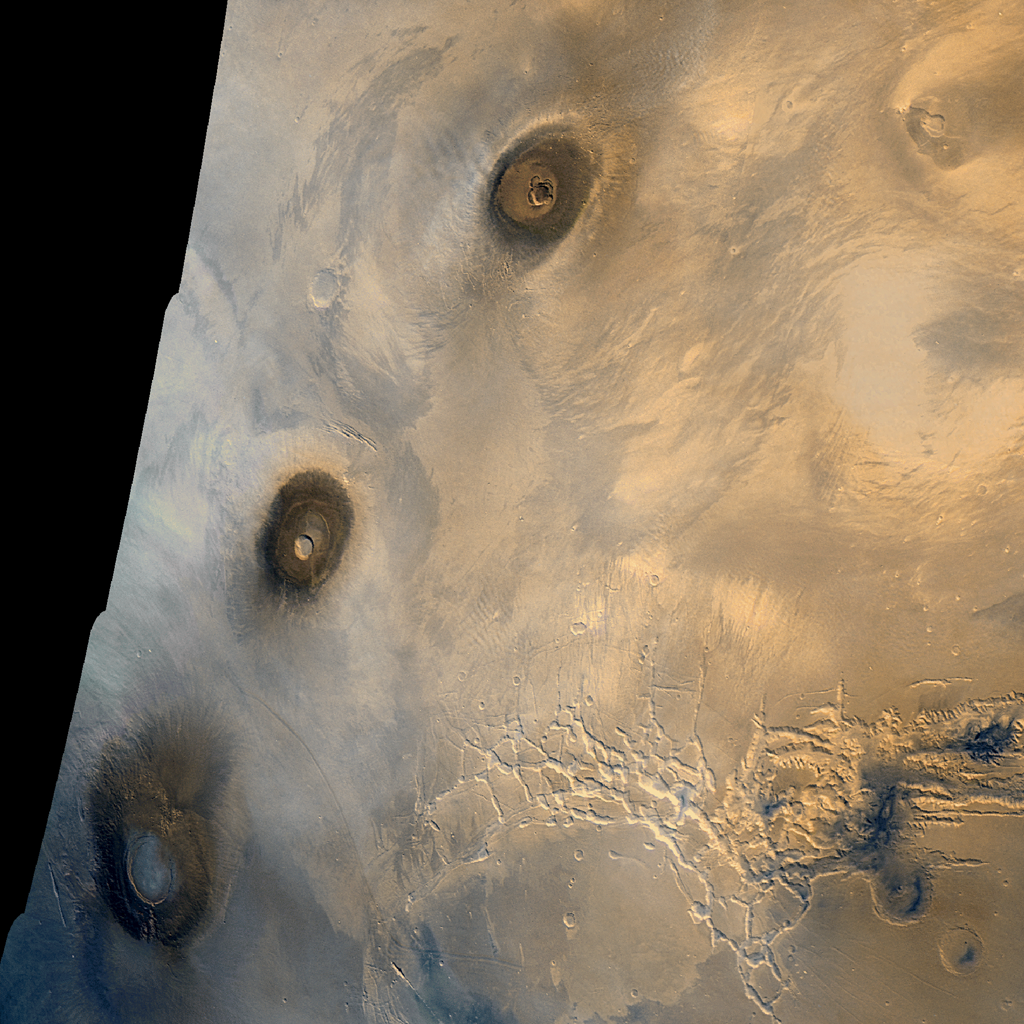
塔尔西斯山群，上到下为艾斯克雷尔斯山、帕弗尼斯山、阿尔西亚山，右下为水手谷。

塔尔西斯区有五座巨大的盾狀火山，均为死火山且都有破火山口，分別是：
- 奧林帕斯山，位于塔尔西斯西北，坐标北纬18.4°、东经226°，高度21229米[41]，为太阳系中最高的山脉，约形成于38.3亿年前的诺亚纪。
- 亚拔山，一座宽阔却相对较低的火山，位於塔尔西斯北部，坐标北纬40.5°、东经250.4°，高度6600米，形成于35亿年前的赫斯珀利亚纪。

塔尔西斯山群（Tharsis Montes）則指五座大火山中的以下三座：
- 艾斯克雷尔斯山，高18225米[41]，坐标北纬11.8°、东经255.5°，形成于36亿年前的赫斯珀利亚纪。
- 帕弗尼斯山，高14058米[41]，坐标北纬0.8°、东经246.6°，形成于35.6亿年前的赫斯珀利亚纪。
- 阿尔西亚山，高17761米[41]，坐标北纬8.4°、东经238.9°，形成于35.4亿年前的赫斯珀利亚纪。

|            |        |                |            |            |
| 奧林帕斯山 | 亚拔山 | 艾斯克雷尔斯山 | 帕弗尼斯山 | 阿尔西亚山 |

### 其他地形特征
火山丘
| 英文名           | 中文名       | 北纬（度） | 东经（度） | 直徑（公里） | 高度（米） | 地质龄（亿年） |
| ---------------- | ------------ | ---------- | ---------- | ------------ | ---------- | -------------- |
| Biblis Tholus    | 比布利斯丘   | 2.67       | 235.4      | 171.5        | 7000       | ≧36.8          |
| Ceraunius Tholus | 刻拉尼俄斯丘 | 23.96      | 262.6      | 130.0        | 8250       | ≧37.5          |
| Jovis Tholus     | 朱维斯丘     | 18.21      | 242.5      | 58.0         | 3000       | ≧37.0          |
| Tharsis Tholus   | 塔尔西斯丘   | 13.35      | 269.2      | 158.0        | 8750       | ≧37.1          |
| Ulysses Tholus   | 尤利西斯丘群 | 2.87       | 238.4      | 101.7        | 5500       | ≧39.2          |
| Uranius Mons     | 乌拉纽斯山   | 26.84      | 267.8      | 274.0        | 6500       | ≧37.0          |
| Uranius Tholus   | 乌拉纽斯丘   | 26.14      | 262.3      | 62.0         | 4500       | ≧40.4          |

|            |          |            |            |
| 比布利斯丘 | 朱维斯丘 | 尤利西斯丘 | 乌拉纽斯山 |

## 大众文化中的塔尔西斯
- 在金·史丹利·罗宾逊的《火星三部曲》中，开罗、谢菲尔德和尼科西亚三个主要城市都位于该地区，同时也提到了诺克提斯迷宫及周围地区。
- 塔尔西斯出现在2002年日本漫画和动画片《星之声》中，人类首次与一个被称为塔尔西亚人的外星种族相遇。
- 在动画片《星际牛仔》中，红龙集团大本营就位于塔尔西斯城。
- 塔尔西斯高原是格雷厄姆·麦克尼尔撰写的系列小说《荷魯斯之乱》（The Horus Heresy）第9卷《机械教》（Mechanicum）中的主要背景。该书前言中包括了一幅与该地区故事相关的地图（由插图画家阿德里安·伍德绘制）[42].。
- 《潜至未来2021》（Sealab 2021）的〈Der Dieb〉一集中，墨菲船长提到了火星上的塔尔西亚地区：“那么，从现在起，我在此与阿德里安娜·巴比欧（Adrienne Barbeau）结婚，她是从奥林帕斯山到塔尔西斯的火星女王”。
- 电子游戏《赤色戰線：游擊戰隊》全部发生在塔尔西斯区。同样在游戏中，还提到了臭名昭著的乌托尔公司采矿综合体也位于塔尔西斯。
- 在2005年由罗伯特·查尔斯·威尔森撰写的小说《时间回旋》中，火星定居10万年后，在火星被时间旋转包住之前，从塔尔西斯启程返回地球。
- 在《2：勾魂使者》（Myth II: Soulblighter）游戏中，塔尔西斯火山是一座在最后一层有着浓重特征的火山。
- 《塔尔西斯》是一款基于完成该区域任务的战略游戏，不过，这并不涉及在那里登陆。
- 电子游戏中曾提及到一个叫塔尔西斯交叉口的地方。
- 日本动画片《ALDNOAH.ZERO》中有一台名为“塔露西斯”的甲冑騎士（人形戰鬥兵器、機器人、有人搭載機甲），它最初屬於火星帝国的庫魯特歐伯爵，伯爵死後後轉讓給斯雷因·特洛耶特駕駛。

## 另请参阅
- 火星地理
- 火星地质
- 火星的火山活动
- 火星混沌地形区列表

## 备注
1. ↑  嚴格來說，依IAU的定義，「塔尔西斯」是火星的古典反照率特征[1]。